# Cheilotrichia maneauensis
Cheilotrichia maneauensis là một loài ruồi trong họ Limoniidae. Chúng phân bố ở miền Australasia.